# Коефіцієнт пористості гірської породи
Коефіцієнт пористості (англ. porosity factor, porosity ratio; нім. Porositätsgrad m) — відношення об'єму пор Vп у деякому елементі пористого середовища (зразка керна) до всього об'єму Vо даного елемента: mп = Vп / Vо = 1 — Vз / Vо, де Vз — об'єм зерен (скелета) пористого середовища.
Коефіцієнт пористості колекторів нафти і газу в середньому становить 0,15–0,20 (або 15–20 %).

## Середній коефіцієнт пористості
Середній коефіцієнт пористості (рос. средний коэффициент пористости; англ. average porosity factor; нім. mittlerer Porösitätsfaktor m) — показник, який є середньою для покладу нафти (газу) величиною коефіцієнта відкритої пористості, що визначається (окремо за даними керна або промислово-геофізичних досліджень свердловин) шляхом усереднення даних по окремих свердловинах і зважування коефіцієнта пористості по площі, і використовується для підрахунку запасів об'ємним методом (по покладах з ґранулярними колекторами).